# Rio da Conceição
Rio da Conceição es un municipio brasileño del estado del Tocantins. Se localiza a una latitud 11º24'01" sur y a una longitud 46º53'00" oeste, a una altitud de 496 metros. Su población estimada en 2004 era de 1 395 habitantes.
Posee un área de 761,211 km².
Considerada como " El Portal del Jalapão" es cerdada de cascadas y ríos, contrastando con la paisaje sequía del cerrado. 
A caidade es cortada por el río Manuel Alves, el cual monta bellísimas paisajes, luego en la entrada de la ciudad, otro lugar de este municipio que merece destaque es acascada del caballo quemado, imponente, posee un volume de agua assustador y encantador.